# Hieracium iteophyllum
Hieracium iteophyllum là một loài thực vật có hoa trong họ Cúc. Loài này được Greuter mô tả khoa học đầu tiên năm 2007.